# Vorderettenberg
Vorderettenberg ist eine Gnotschaft im Gemeindeteil Ettenberg der Marktgemeinde Marktschellenberg im oberbayerischen Landkreis Berchtesgadener Land.

## Geschichte
Vermutlich bereits ab Ende des 14. Jahrhunderts war Vorderettenberg der 1. Gnotschaftsbezirk der „Urgnotschaft“ Ettenberg im Berchtesgadener Land, das ab 1380 das Kernland der Reichsprälatur Berchtesgaden und der später eigenständigen, reichsunmittelbaren Fürstpropstei Berchtesgaden (1559–1803) bildete. Nach drei kurz hintereinander folgenden Herrschaftswechseln wurde 1810 das Berchtesgadener Land mit seinen Gnotschaften dem Königreich Bayern angegliedert. In den Gemeindeverzeichnissen ab 1817 ist Ettenberg als Gemeinde aufgeführt worden und aus den Gnotschaftsbezirken Vorderettenberg und Hinterettenberg wurden Gnotschaften bzw. Ortsteile. Am 1. März 1911 wurde die Gemeinde Ettenberg mit ihren beiden Gnotschaften in die Gemeinde Landschellenberg eingemeindet. Noch vor der Gebietsreform in Bayern wurden am 1. Oktober 1969 die Gemeinden Landschellenberg und Scheffau in die Gemeinde Marktschellenberg eingegliedert. Seither ist Vorderettenberg eine Gnotschaft des Marktes Marktschellenberg.